# اردوگاه کار اجباری مونوویتس

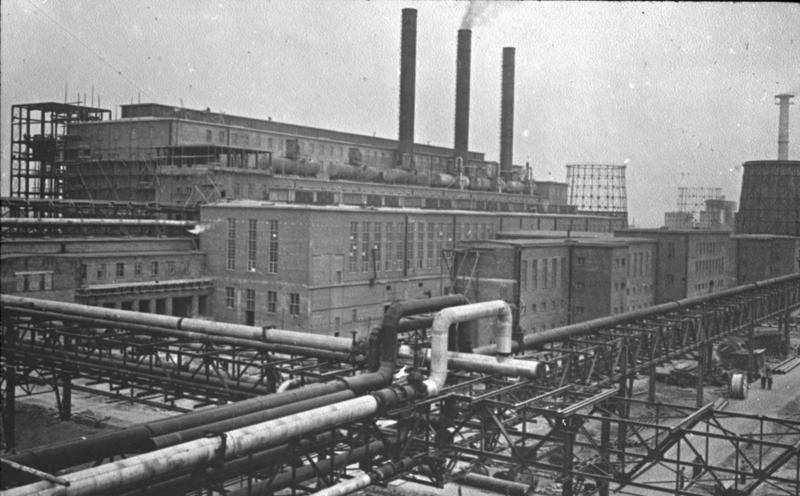
مجموعه کارخانه بونا-ورکا

مونوویتس (همچنین به عنوان مونوویتس-بونا, بونا و آشویتس III شناخته می‌شود) یک اردوگاه کار اجباری نازی‌ها بود که توسط آلمان نازی در لهستان اشغالی از ۱۹۴۲ تا ۱۹۴۵، در طول جنگ جهانی دوم و هولوکاست اداره می‌شد.
برای بیشتر دوران وجود خود، مونوویتس یک زیر اردوگاه از اردوگاه کار اجباری آشویتس بود؛ از نوامبر ۱۹۴۳، این اردوگاه و دیگر زیر اردوگاه‌های نازی در منطقه به طور مشترک به عنوان «زیر اردوگاه‌های آشویتس III» شناخته می‌شدند. در نوامبر ۱۹۴۴، آلمانی‌ها نام آن را به اردوگاه کار اجباری مونوویتس تغییر دادند، به نام روستای مونوویس (آلمانی: مونوویتز) که در آن ساخته شده بود، در بخش ضمیمه شده لهستان. اس‌اس هاوپت‌اشتورم‌فورر (کاپیتان) هاینریش شوارتس از نوامبر ۱۹۴۳ تا ژانویه ۱۹۴۵ فرمانده بود.
اس‌اس این اردوگاه را در اکتبر ۱۹۴۲ به درخواست مدیران آی‌گ فاربن برای تأمین نیروی کار برده برای مجتمع صنعتی «بونا ورکه» (کارخانه‌های بونا) تأسیس کرد. دیگر شرکت‌های صنعتی آلمانی نیز کارخانه‌هایی با زیر اردوگاه‌های خود ساختند، مانند زیر اردوگاه بوبریک زیمنس-شوکررت، نزدیک مونوویتس، برای بهره‌برداری از نیروی کار برده. تولیدکننده تسلیحات آلمانی کروپ، به سرپرستی عضو اس‌اس آلفرید کروپ، نیز تأسیسات تولیدی خود را نزدیک مونوویتس ساخت.
مونوویتس حدود ۱۲,۰۰۰ زندانی داشت، که اکثریت بزرگی از آن‌ها یهودی بودند، علاوه بر جنایتکاران غیر یهودی و زندانیان سیاسی. اس‌اس از آی‌گه فاربن سه رایش مارک (RM) در روز برای کارگران غیر ماهر، چهار رایش مارک در ساعت برای کارگران ماهر، و یک و نیم رایش مارک برای کودکان دریافت می‌کرد. اردوگاه شامل یک «اردوگاه آموزش کار» (Arbeitsausbildungslager) برای زندانیان غیر یهودی بود که به عنوان نامناسب با استانداردهای کاری آلمان در نظر گرفته می‌شدند.
امید به زندگی کارگران یهودی در بونا ورکه سه تا چهار ماه بود؛ برای کسانی که در معادن اطراف کار می‌کردند، تنها یک ماه. کسانی که برای کار نامناسب تشخیص داده می‌شدند، در آشویتس II-بیرکناو گاز گرفته می‌شدند.
پریمو لوی، نویسنده آیا این یک انسان است (۱۹۴۷)، از مونوویتس جان سالم به در برد، همانطور که الی ویزل، نویسنده کتاب برنده جایزه پولیتزر شب (۱۹۶۰)، که به همراه پدرش در آنجا زندانی نوجوان بود.

## تاریخچه
ایجاد اردوگاه نتیجه ابتکار شرکت شیمیایی آلمانی آی‌گه فاربن برای ساخت سومین کارخانه بزرگ تولید لاستیک مصنوعی و سوخت‌های مایع بود. دلیل اصلی ساخت مجتمع صنعتی در آن مکان، دسترسی فوری به نیروی کار برده از اردوگاه‌های نزدیک اوشویتس بود.
آی‌گه فاربن بین فوریه و آوریل ۱۹۴۱ آماده‌سازی‌ها را انجام داد و با نازی‌ها به توافق رسید. این شرکت زمین را از خزانه‌داری به قیمت پایین خریداری کرد، پس از آنکه از مالکان لهستانی بدون جبران خسارت مصادره شده و خانه‌هایشان تخلیه و تخریب شده بود. در همین حال، مقامهای آلمانی یهودیان را از خانه‌هایشان در اوشویتسیم بیرون کردند و آن‌ها را در سوسنوویتس یا زانوف قرار دادند و خانه‌هایشان را به آی‌گه فاربن فروختند تا به عنوان مسکن برای کارکنان شرکت که از آلمان آورده شده بودند استفاده شود. این اتفاق برای برخی از ساکنان محلی لهستانی نیز رخ داد. مقامهای آی‌گه فاربن با فرمانده اردوگاه کار اجباری به توافق رسیدند تا زندانیان را با نرخ ۳ تا ۴ مارک در روز برای کارگران ماهر و  کارگران غیر ماهر استخدام کنند.
کامیون‌ها در اواسط آوریل ۱۹۴۱ شروع به آوردن اولین زندانیان برای کار در سایت ساخت کارخانه کردند. از ماه مه، کارگران مجبور بودند ۶ تا ۷ کیلومتر از اردوگاه تا سایت کارخانه پیاده‌روی کنند. در پایان ژوئیه، با افزایش تعداد کارگران به بیش از هزار نفر، آن‌ها شروع به استفاده از قطار به ایستگاه دووری کردند. کارهای آن‌ها شامل تسطیح زمین، حفر کانال‌های زهکشی، نصب کابل‌ها و ساخت جاده‌ها بود.
زندانیان در ماه مه ۱۹۴۲ به سایت ساخت و ساز بازگشتند و  در آنجا کار کردند تا ۲۱ ژوئیه، زمانی که شیوع تیفوس در اردوگاه اصلی و بیرکناو سفرهای آن‌ها به کار را متوقف کرد. نگران از دست دادن کارگران، مدیریت کارخانه تصمیم گرفت اردوگاه باراکی که در مونوویتسه برای غیرنظامیان ساخته می‌شد را به اس‌اس واگذار کند تا زندانیان را در آنجا اسکان دهد. به دلیل تأخیر در تأمین سیم خاردار، چندین بار افتتاح اردوگاه به تعویق افتاد. اولین زندانیان در 26 اکتبر وارد شدند و تا اوایل نوامبر تقریباً دو هزار زندانی وجود داشتند. در نوامبر ۱۹۴۳، اس‌اس اعلام کرد که آشویتس II (بیرکناو) و آشویتس III به اردوگاه‌های تمرکز جداگانه تبدیل خواهند شد. افسر اس‌اس هاوپت‌اشتورم‌فورر هاینریش شوارتس از نوامبر ۱۹۴۳ تا ژانویه ۱۹۴۵ فرمانده اردوگاه مونوویتس بود.

## اردوگاه کار اجباری

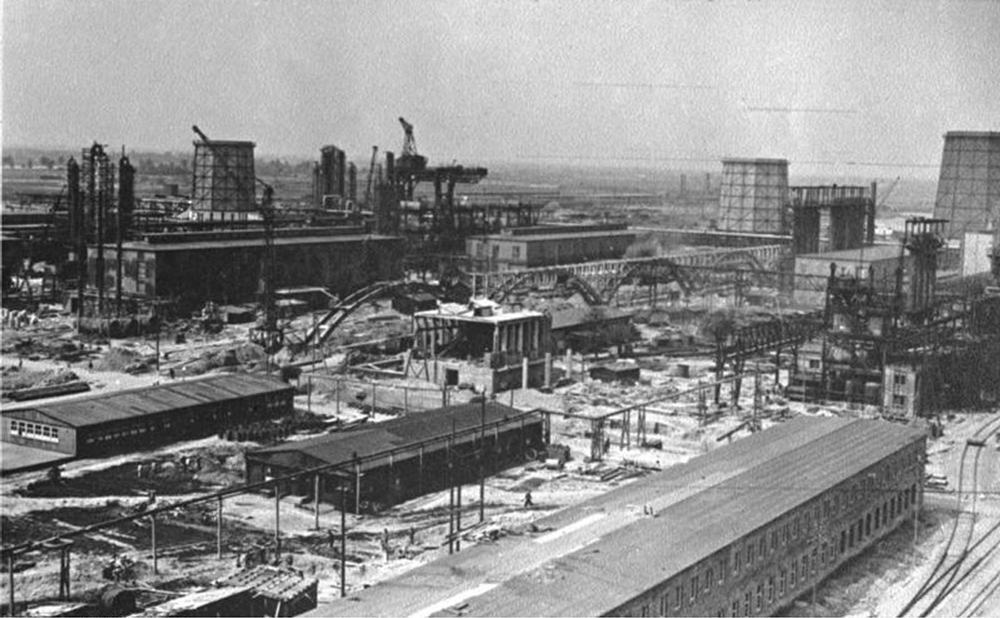
کارخانه ایی‌گه فاربن در حال ساخت تقریباً ۱۰ کیلومتر از آشویتس، ۱۹۴۲

کارخانه جدید بونا ورکه (Buna Werke یا Monowitz Buna-Werke در حومه اوشویتسیم واقع شده بود. ساخت این کارخانه توسط دولت ایتالیا که به واردات لاستیک نیتریل (Buna-N) از آی‌گه فاربن پس از فروپاشی تولید نفت مصنوعی خود علاقه‌مند بود، سفارش داده شد. لاستیک مصنوعی قرار بود تقریباً به صورت رایگان در لهستان اشغالی با استفاده از کار اجباری از میان زندانیان آشویتس و مواد خام از معادن زغال‌سنگ سابق لهستان تولید شود. کارخانه بونا تا سال ۱۹۴۴ نیروی کار تخمینی ۸۰,۰۰۰ کارگر اجباری داشت.
به گفته جوزف بورکین در کتاب خود با عنوان The Crimes and Punishment of IG Farben، IG Farben تأمین‌کننده مالی اصلی آشویتس III بود، اردوگاهی که یک سایت تولید برای تولید لاستیک بونا داشت. بورکین به اشتباه نوشت که یک شیمیدان یهودی ایتالیایی، پریمو لوی، یکی از متخصصان سطح بالا در کارخانه بونا بود و توانست با کمک همکارانش برخی از زندانیان را زنده نگه دارد، به‌طور ادعایی لاستیک بونا را با نرخ تولید قابل قبول تولید نمی‌کرد. در واقع، لوی تنها یک زندانی بود که در دو ماه آخر اسارتش به دلیل تحصیلات قبلی‌اش به عنوان شیمیدان به یک آزمایشگاه شیمی فرستاده شد.

### رفتار با زندانیان اردوگاه
تا سال ۱۹۴۲، مجموعه جدید اردوگاه کار اجباری حدود نیمی از مساحت پیش‌بینی شده خود را اشغال کرده بود و گسترش آن عمدتاً در تابستان ۱۹۴۳ به پایان رسید. چهار باراک آخر یک سال بعد ساخته شدند. 

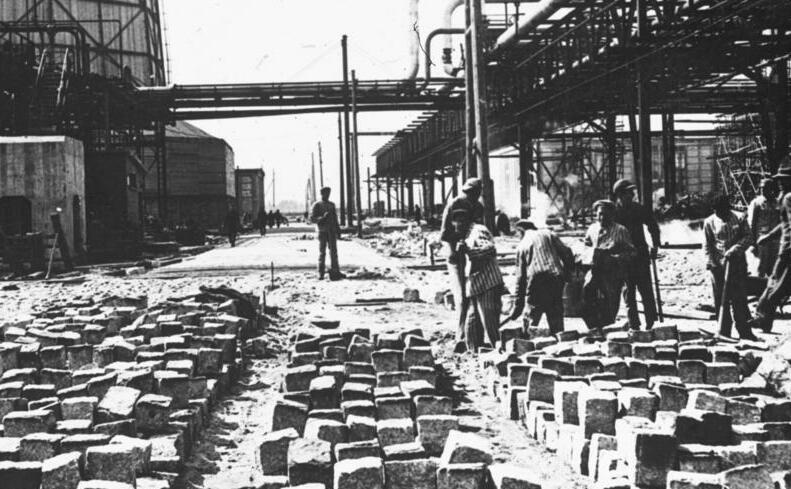
زندانیان در حال کار در مونوویتس که با لباس های راه راه شناسایی می شوند.

جمعیت اردوگاه کار اجباری از ۳۵۰۰ نفر در دسامبر ۱۹۴۲ به بیش از ۶۰۰۰ نفر در نیمه اول سال ۱۹۴۳ افزایش یافت. تا ژوئیه ۱۹۴۴، جمعیت زندانیان بیش از ۱۱۰۰۰ نفر بود که بیشتر آنها یهودی بودند. با وجود افزایش نرخ مرگ و میر ناشی از کار اجباری، گرسنگی، اعدام‌ها یا سایر اشکال قتل، تقاضا برای کار افزایش یافت و زندانیان بیشتری به اردوگاه آورده شدند. به دلیل اصرار مدیریت کارخانه بر حذف زندانیان بیمار و خسته از مونوویتس، افرادی که قادر به ادامه کار نبودند، کشته می‌شدند. شرکت ادعا می‌کرد که آنها مبالغ زیادی برای ساخت باراک‌ها برای زندانیان ناتوان از کار خرج نکرده‌اند.
در ۱۰ فوریه ۱۹۴۳ گرهارد مائورر مسئول استخدام زندانیان اردوگاه‌های کار اجباری، به اوشویتسیم رفت؛ او به آی‌گه فاربن وعده داد که هزار زندانی دیگر در ازای کارگران ناتوان کارخانه خواهند رسید. بیش از ۱۰,۰۰۰ زندانی قربانی انتخاب در دوره‌ای که اردوگاه فعال بود شدند. به بیمارستان اردوگاه اصلی منتقل شدند و بیشتر قربانیان با تزریق کشنده فنول به قلب کشته شدند. برخی به بیرکناو فرستاده شدند، جایی که پس از «انتخاب مجدد» در بیمارستان زندان Bllf یا در بیشتر موارد در اتاق‌های گاز کشته شدند. بیش از ۱۶۰۰ زندانی دیگر در بیمارستان مونوویتس جان باختند و بسیاری در محل ساخت و ساز تیراندازی یا در اردوگاه به دار آویخته شدند. تخمین زده می‌شود که ۱۰,۰۰۰ زندانی اردوگاه کار اجباری آشویتس به دلیل کار برای آی‌گه فاربن جان خود را از دست دادند.
باراک‌های آشویتس III مانند باراک‌های بیرکناو شلوغ بودند؛ با این حال، باراک‌های مونوویتس دارای پنجره و گرمایش در زمستان بودند. "Buna-Suppe"، یک سوپ آبکی، همراه با جیره‌های غذایی بسیار کم سرو می‌شد. سرکارگران مسئول کارگران بودند و از کاپوها و مردان اس‌اس می‌خواستند که بهره‌وری بیشتری را اعمال کنند و زندانیان را کتک بزنند. در گزارش‌هایی که از مونوویتس به دفتر مرکزی شرکت در فرانکفورت آم ماین ارسال شد، ماکسیمیلیان فاوست، مهندس مسئول ساخت و ساز، در این گزارش‌ها اظهار داشت که تنها راه حفظ بهره‌وری زندانیان در سطح رضایت‌بخش از طریق خشونت و تنبیه بدنی است. در حالی که او مخالفت خود را با «شلاق زدن و بدرفتاری با زندانیان تا مرگ» اعلام کرد، فاوست با این حال افزود که «دستیابی به بهره‌وری مناسب بدون چوب غیرممکن است».

### زندانیان مشهور اردوگاه مونوویتس

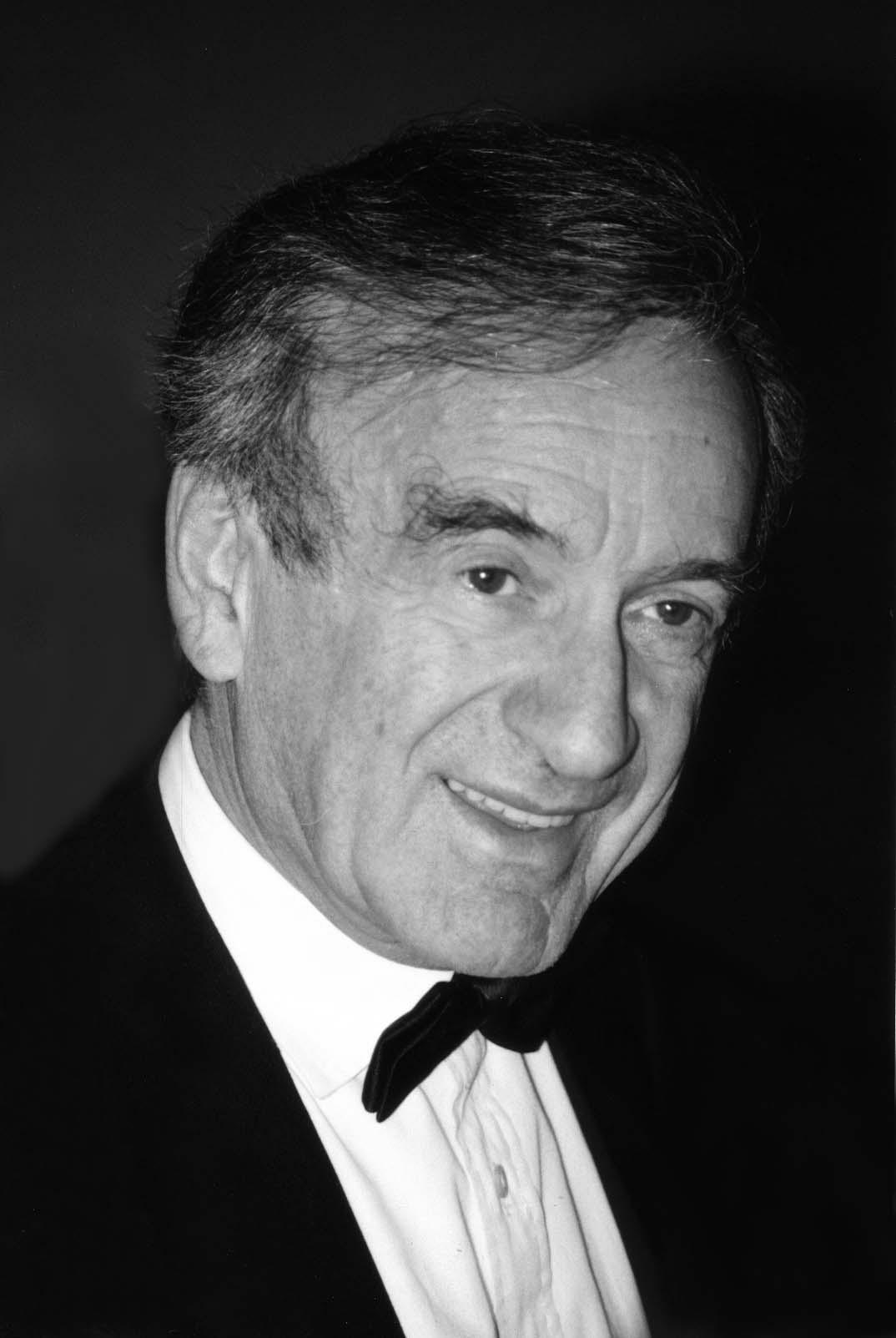
الی ویزل ۱۹۹۸

از میان زندانیان مشهوری که از اردوگاه مونوویتس جان سالم به در بردند، می‌توان به الی ویزل نویسنده و برنده جایزه صلح نوبل، و پریمو لوی نویسنده و شیمیدان، و ویلی هولت کارگردان فیلم اشاره کرد. پس از هولوکاست، ویزل کتاب شب را نوشت که به وحشت‌هایی که در اردوگاه‌های مونوویتس و بوخنوالت تجربه کرده بود، می‌پردازد.
فریتس لوخنر-بده (زندانی شماره ۶۸۵۶۱ در مونوویتس) شاعری محبوب در میان زندانیان بود که به دستور مقامهای ارشد آی گه فاربن در مونوویتس بونا به قتل رسید، همانطور که دوستش ریموند ون دن استراتن در دادگاه آی گه فاربن که ۲۴ مقام ارشد شرکت محاکمه شدند، گواهی داد:
«یک روز، دو زندانی در بونا، دکتر ریموند ون دن استراتن و دکتر فریتس لوخنر-بده در راه رفتن به محل کار بودند که گروهی از مقامات شرکت 'آی گه فاربن' از کنارشان گذشتند. یکی از مدیران به دکتر لوخنر-بده اشاره کرد و به افسر اس‌اس همراهش گفت «این خوک یهودی می‌تواند کمی سریع‌تر کار کند.» مدیر دیگری اضافه کرد 'اگر نمی‌توانند کار کنند، بگذارید در اتاق گاز بمیرند.' پس از پایان بازرسی، دکتر لوخنر-بده از صف گروه کارگران بیرون کشیده شد و مورد ضرب و شتم و لگدمال قرار گرفت تا اینکه در حال مرگ رها شد. او در آغوش دوست هم‌بندش ماند تا زندگی‌اش را در آشویتس به پایان برساند.»

## تخلیه و آزادسازی اردوگاه
در ۱۸ ژانویه ۱۹۴۵، اکثر زندانیانی که قادر به راه رفتن بودند از اردوگاه تخلیه شدند. آنها در یک راهپیمایی مرگ به شهر گلیویتس، جایی که یک زیرمجموعه از اردوگاه مونوویتس نزدیک مرز چک قرار داشت، برده شدند. از آنجا با قطار به اردوگاه‌های بوخنوالد و ماوتهاوزن منتقل شدند. باقی زندانیان در ۲۷ ژانویه ۱۹۴۵ توسط سربازان و افسران ارتش سرخ که در آن روز به دروازه‌های آشویتس رسیدند، آزاد شدند.

## لینک‌های خارجی
- یادبود وولهایم